# كارميلا سيلبا
ماريا دل كارمن "كارميلا" سيلفا ريغو (فيغو، 26 نوفمبر 1960) هي سياسية، أستاذة ومحامية إسبانية، وتشغل حالياً منصب رئيسة الحزب الاشتراكي في غاليسيا. كانت المتحدثة باسم الحزب الاشتراكي في مجلس الشيوخ من 2008 إلى 2011، حيث كانت سيناتورة عن بونتيvedra. من 2015 إلى 2023، شغلت أيضاً منصب رئيسة مجلس محافظة بونتيvedra، ومنذ 2011 تعمل كعضوة في مجلس بلدية فيغو. حالياً، هي أيضاً سيناتورة عن بونتيvedra.
ابنه إياجو فالكه، لاعب كرة قدم، يلعب في فريق لا ليغا ديبورتيفا ألاخوالينسي في كوستاريكا.
وُلدت في حي أو كالفاريو في فيغو في أسرة متواضعة. حاصلة على شهادة في القانون وأستاذة في التعليم الخاص، كانت نائبة في البرلمان عن بونتيفيدرا في الدورة السابعة. بعدها شغلت منصب مستشارة لوزيرة الزراعة إيلينا إسبينوزا، ثم عُينت مستشارة غير منتخبة في بلدية فيغو مع العمدة الاشتراكي أبيل كاباييرو، حيث تولت إدارة التخطيط العمراني.
في الانتخابات العامة عام 2008 كانت مرشحة عن حزب العمال الاشتراكي الإسباني (PSOE) لمجلس الشيوخ عن دائرة بونتيفيدرا، وتم انتخابها وعيّنت متحدثة باسم الحزب في الغرفة العليا، لتصبح أول امرأة تتولى هذا المنصب في مجلس الشيوخ عن الحزب الاشتراكي.
في 2011 قدادت قائمة الحزب الاشتراكي في بونتيفيدرا في الانتخابات التشريعية وانتُخبت نائبة. في فبراير 2012 انضمت إلى الهيئة التنفيذية للحزب الاشتراكي التي كان يرأسها ألفريدو بيريز روبالكابا، وتولت مسؤولية أمانة الهجرة. في 2014 أعيد انتخابها كعضو في اللجنة الفيدرالية للحزب برئاسة بيدرو سانشيز.
في 17 يوليو 2015 أصبحت رئيسة مجلس بونتيفيدرا بإجماع 10 أصوات من الحزب الاشتراكي و4 من الحزب القومي الجاليكي (BNG)، لتحل محل رافائيل لوزان من الحزب الشعبي الذي شغل المنصب 12 سنة. أعلنت عن تركها لمقعدها النيابي قبل جلسة نهاية أغسطس لتتفرغ بالكامل لمجلس بونتيفيدرا. بعد الانتخابات البلدية عام 2019، بدأت ولايتها الثانية كرئيسة للمجلس في 3 يوليو.
إدارتها في مجلس بونتيفيدرا تركزت على الدفاع عن حقوق النساء وتعزيزها. تحت قيادتها أنشئ لأول مرة قسم للمساواة يعمل بشكل عرضي مع باقي أقسام الحكومة المحلية، وأُطلقت مدرسة المساواة ماريا فينيالز، الأولى من نوعها في جاليثيا. كما روجت لبرنامج "العنف صفري" لمكافحة العنف ضد النساء من خلال الأعمال الفنية، ونفذت مشاريع لتسليط الضوء على دور النساء في القطاعات البحرية والزراعية والثقافية والاقتصادية.
المجلس يتبع خطة للمساواة في الفرص بين النساء والرجال سارية منذ يناير 2018، ويمول كرسي "النسوية 4.0" في جامعة فيغو، وهو الأول من نوعه في إسبانيا. في المجال التعليمي، تدافع بشدة عن زيادة عدد النساء في تخصصات العلوم والتكنولوجيا والهندسة والرياضيات (STEM)، كما أطلقت حملات وطنية لألعاب غير متحيزة جنسياً.
كمديرة، تسعى لأن تحتل النساء نسبة 52% على الأقل من المناصب العليا والمتوسطة في المؤسسات والشركات، بما يتناسب مع الوزن الديمغرافي للنساء. فريق عملها يضم غالبية من النساء. في بلدية فيغو عينت أول امرأتين في تاريخ المدينة على رأس إدارة التخطيط العمراني، ويتكون طاقمها الموثوق به في المجلس من أغلبية ساحقة من النساء.
تؤمن بأن المساواة ليست حلمًا بعيد المنال، وتقول: "القرن الحادي والعشرون سيكون قرن النساء".
ابنها إياجو فالكه سيلفا هو لاعب كرة قدم يلعب في فريق أمريكا دي كالي في الدرجة الأولى الكولومبية.
نائبة عن بونتيفيدرا في مجلس النواب (الكونغرس) من 2000 إلى 2004
مستشارة غير منتخبة في بلدية فيغو من 2007 إلى 2008
سناتورة عن بونتيفيدرا من 2008 إلى 2011
متحدثة باسم حزب العمال الاشتراكي الإسباني (PSOE) في مجلس الشيوخ من 2008 إلى 2011
النائب الأول لعمدة فيغو من 2000 إلى 2004 ومُنذ 2011
نائبة عن بونتيفيدرا في مجلس النواب من 2011 إلى 2015
السكرتيرة الثانية لمجلس النواب من 2011 إلى 2016
السكرتيرة التنفيذية للهجرة في حزب العمال الاشتراكي من 2012 إلى 2014
رئيسة مجلس بونتيفيدرا من 2015 إلى 2023
سناتورة عن بونتيفيدرا في 2023